# Radiophronidae
Radiophronidae (лат.) — ископаемое семейство наездников из подотряда стебельчатобрюхие отряда перепончатокрылые насекомые.

## Описание
Ископаемые церафроноидные наездники. Известны из меловых янтарей Испании (Basque Cantabrian Basin, Albian amber). Длина около 2 мм. Жгутик усика из 9 флагелломеров. Формула шпор голеней: 2-2-2. Передние крылья с широкой птеростигмой. Эта группа близка по строению к другому вымершему семейству наездников Stigmaphronidae, но отличается от них и современных церафроноидных наездников жилкованием крыльев.

## Распространение
Меловой период. Испания.

## Классификация
Кладистический анализ показал, что семейство Radiophronidae является базальной сестринской группой по отношению к другим церафроноидным наездникам (Ceraphronidae, Megaspilidae, † Stigmaphronidae).
- † Microcostaphron Ortega-Blanco, Rasnitsyn & Delclòs, 2010
  - † Microcostaphron parvus Ortega-Blanco, Rasnitsyn & Delclòs, 2010
- † Radiophron Ortega-Blanco, Rasnitsyn & Delclòs, 2010
  - † Radiophron ibericus Ortega-Blanco, Rasnitsyn & Delclòs, 2010